# San’yūtei Enchō VI.

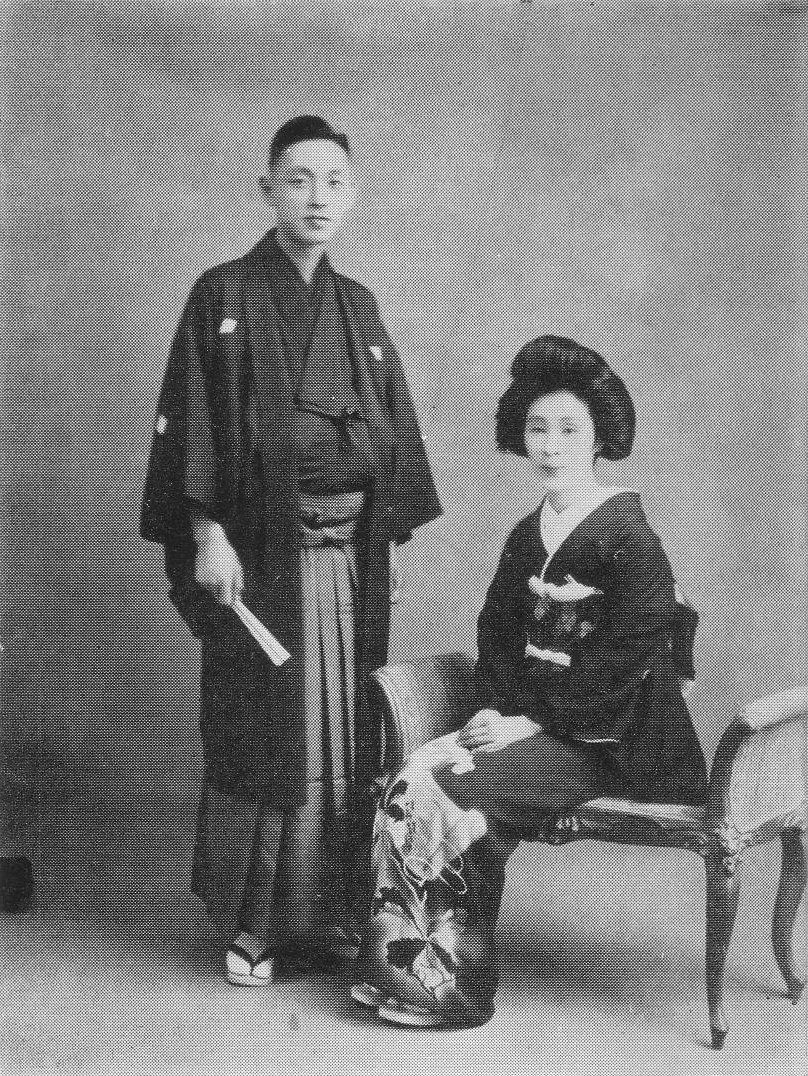
San’yūtei Enchō VI. im Jahr 1928

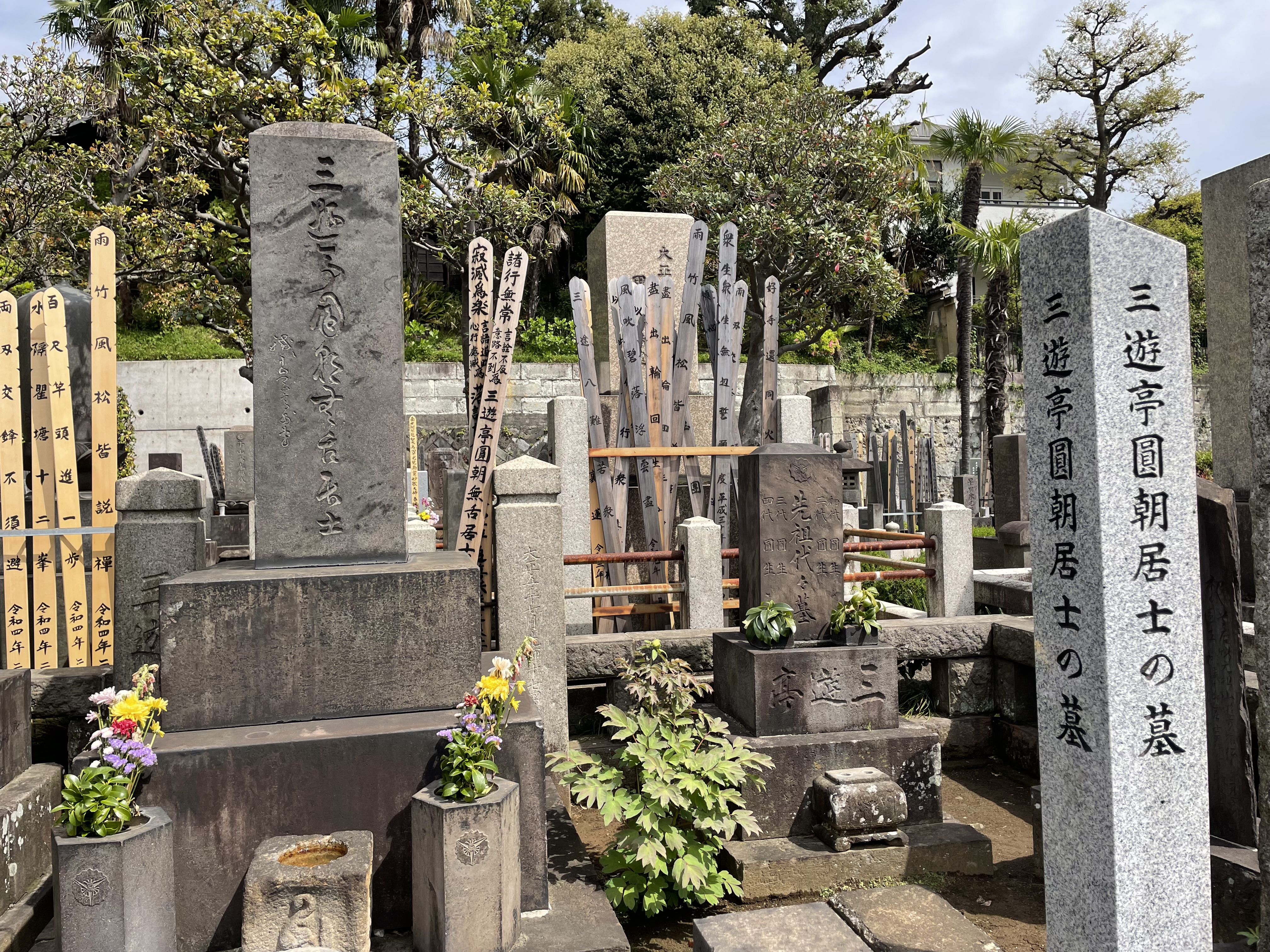
Grabstätte am Zenshōan)

San’yūtei Enchō VI. (japanisch 三遊亭 圓朝 (6代目); geboren 3. September 1900 in der Präfektur Osaka; gestorben 3. September 1979) war ein japanischer Rezitator im Rakugo-Stil.

## Leben und Wirken
San’yūtei Enchō VI. wirkte ab dem Alter von sechs Jahren in Gidayū-bushi (義太夫節) mit, in einer Form von aufgeführten Balladen. Mit zehn begann er Rakugo unter dem Meister Tachibana Enzō IV. (1864–1940) zu studieren. Er wurde dann von San’yūtei Enchō V. (1884–1940) adoptiert und nannte sich nach dessen Tod ab 1941 San’yūtei Enchō VI.
Enchō zeichnete sich durch den Umfang und die Vielseitigkeit seines Repertoires aus. Er war einfallsreich sowohl was „Shibai-banashi“ (芝居噺) betraf, Anekdoten, die das Theater betreffen, als auch in „Kuruwa-banashi“ (郭話), Geschichten, die in Vergnügungsvierteln spielen.
1978 verließ Enchŏ die Vereinigung der Rakugo-Künstler, die „Rakugo Kyōkei“ (落語協会), aus Protest gegen die seiner Meinung nach allzu leicht vergebenen „Shin’uchi“ (真打). Das sind Zertifikate für ausreichende Rakugo-Fähigkeit.